# Egmont (izdavačka kuća)
Egmont je najveći europski izdavač stripova osnovan 1878. godine sa sjedištem u Kopenhagenu, u Danskoj. Egmont je jedna od vodećih skandinavskih medijskih grupa za proizvodnju časopisa, stripova, knjiga, filmova, TV programa i dr. 
1948. godine Egmont je proizveo i objavio lokalnu skandinavsku verziju Miki Maus stripa.
U Njemačkoj se nalazi Egmont Manga & Anime kompanija za izdavanje mangi.

## Vanjske poveznice
- Egmont Group (službena stranica)